# ホワッツ・ザ・411?
『ホワッツ・ザ・411?』（What's the 411?）は、1992年7月に発売されたメアリー・J. ブライジの1枚目のスタジオ・アルバム。アルバムのタイトルの「411」は、メアリーがデビュー前に電話オペレーターとして働いていた米国向けの電話番号案内サービス「GOOG-411」から由来している。
この『ホワッツ・ザ・411?』からのヒット・シングル「リアル・ラヴ」などに代表される、強調されたビート感のサウンドに独特の声質と唱法がプラスされたナンバーが新鮮な驚きをもって迎えられ、コード感の排除されたヒップホップのビートに乗せて歌われるR&B・ソウルといったスタイルの「ヒップホップ・ソウル」の源流となった記念すべきデビュー・アルバムである。
当時アップタウン・レコードのA&Rだったショーン・パフィ・コムズをはじめ、トニー・ドファット(バッド・ボーイ・レコード)、マーク・モラレス、マーク・コニー・ルーニー、デイヴ"ジャム" ホールといった面々の元で制作されたサウンドと、メアリーのストリート感に溢れた「生の (raw)」歌声が見事に合致した心地いい乗りがヒップホップ世代の若者に支持され、R&Bアルバムチャートで1位、全米アルバムチャートでは6位を記録した。
売上げも300万枚超えのトリプル・プラチナ・アルバムとなり、1993年ソウル・トレイン・ミュージック・アワードでは「最優秀R&B/ソウル・アルバム賞-女性部門」を受賞し、ヒップホップ・アーティストが選ぶ1992年のベストアルバムの企画でも、ラップ系がひしめく中で唯一「歌もの」の『ホワッツ・ザ・411?』が上位に入り、収録曲のリミックス・バージョンも好評となった。『ローリング・ストーン』誌が選んだ「歴代最高のアルバム500選」2020年版では、271位に選ばれている。
この鮮烈なデビュー・アルバムによってメアリーはヒップホッパーたちの随一のアイドル的存在になると同時に、「クイーン・オブ・ヒップホップ・ソウル」(Queen of Hip Hop Soul)と称されるようになった。そして「ヒップホップ・ソウル」は90年代を代表するサウンドとして時代を席捲することになり、後継R&B女性シンガーらにも影響を与えた。

## デビュー・アルバム成功の背景
メアリーは1987年の16歳の時、ニューヨーク州ホワイト・プレインズのショッピング・モールに設置されていた録音ブースでアニタ・ベイカーの1986年のヒット・ナンバー「コート・アップ・イン・ザ・ラプチャー」(Caught Up in the Rapture)を歌い、そのデモ・テープを継父がレコーディング・アーティストのジェフ・レッドに預けた。それが当時のアップタウン・レコードの社長アンドレ・ハレルの手に渡った。ハレルは、そのメアリーの歌声のテープを聴き、「初めて耳にした瞬間、彼女の心の疼きとソウルを感じ」、すぐに彼女を売り出すことを決め、アップタウン・レコード社にとって最年少で初の女性アーティスト契約をメアリーと結ぶことになった。
そしてメアリーは、1990年に同じ社所属のファーザーMCの「アイル・ドゥ・4・U」(I'll Do 4 U) にフィーチャリング・ボーカル参加した後、1991年の映画『ストリクトリー・ビジネス』のサウンドトラック収録曲の「ユー・リマインド・ミー」(You Remind Me) で1992年にソロデビューした。
このデビューシングル「ユー・リマインド・ミー」が約3か月の13週間という長いチャート・インを経て1992年7月25日付のR&Bチャートで1位となり、そのどこか憂いを帯びた魅力的なアルトボイスの声質から醸し出される、ある種危険な香りのする独特の歌唱スタイルが注目された。そして、その声に惚れ込み魅了された全米はじめとする世界のブラック・ミュージック・ファン（とりわけ男性ら）がメアリーのデビューアルバムを待ち望んでいた背景があり、特に大規模な宣伝の必要もなく期待通りの作品がリリースされた。

## トラック・リスト
| #         | タイトル | 作詞・作曲 | プロデューサー                                                         | 時間  |
| --------- | --- | --- | ---------------------------------------------------------------------- | ----- |
| 1.        | 「リーヴ・ア・メッセージ」(Leave a Message)                                                                                                  | ショーン・パフィ・コムズ、 トニー・ドファット(バッド・ボーイ・レコード)、 スクーリー・ディー                                       | トニー・ドファット、 ショーン・パフィ・コムズ                          | 3:38  |
| 2.        | 「レミニス」(Reminisce) | ケニス・G-ラヴ・グリーン(ケニー・グリーン)、 デイヴ"ジャム" ホール、 MC・ライト                                                    | デイヴ"ジャム" ホール、 ショーン・パフィ・コムズ                       | 5:24  |
| 3.        | 「リアル・ラヴ」(Real Love) | マーク・コリー・ルーニー、 マーク・モラレス、 DJ ギズモ、ミルク・ディー(オーディオ・トゥー)                                        | マーク・コリー・ルーニー、 マーク・モラレス                            | 4:33  |
| 4.        | 「ユー・リマインド・ミー」(You Remind Me) | エリック・ミルティア、 デイヴ"ジャム" ホール、 パトリース・ラッシェン、 カレン・エヴァンス、 マーリー・マール                      | デイヴ"ジャム" ホール                                                  | 4:20  |
| 5.        | 「イントロ・トーク feat. バスタ・ライムス」(Intro Talk feat. Busta Rhymes)                                                                   | バスタ・ライムス、 トニー・ドファット、 グローヴァー・ワシントン・ジュニア                                                         | トニー・ドファット、 ショーン・パフィ・コムズ                          | 2:18  |
| 6.        | 「スウィート・シング」(Sweet Thing) | トニー・メイデン(ルーファス)、 チャカ・カーン                                                                                      | マーク・コニー・ルーニー、 マーク・モラレス                            | 3:47  |
| 7.        | 「ラヴ・ノー・リミット」(Love No Limit) | ケニス・G-ラヴ・グリーン、 デイヴ"ジャム" ホール                                                                                   | デイヴ"ジャム" ホール                                                  | 5:01  |
| 8.        | 「アイ・ドント・ウォント・トゥ・ドゥ・エニシング feat. K-Ciヘイリー of ジョデシィ」(I Don't Want to Do Anything feat. K-Ci Hailey of Jodeci) | デヴァンテ・スィング、JoJoヘイリー(ジョデシィ)、 ダリル・ピアソン(スウィング・モブ)                                                | デヴァンテ・スィング                                                   | 5:52  |
| 9.        | 「スロー・ダウン」(Slow Down) | マーク・コニー・ルーニー、 マーク・モラレス、 ジョセフ・E・キーリー                                                                | マーク・コニー・ルーニー、 マーク・モラレス                            | 4:33  |
| 10.       | 「マイ・ラヴ」(My Love) | ケニス・G-ラヴ・グリーン、 デイヴ"ジャム" ホール                                                                                   | デイヴ"ジャム" ホール                                                  | 4:14  |
| 11.       | 「チェンジズ・アイヴ・ビーン・ゴーイング・スルー」(Changes I've Been Going Through)                                                          | マーク・コニー・ルーニー、 マーク・モラレス、 ショーン・パフィ・コムズ、 マーリー・マール                                          | ショーン・パフィ・コムズ、 マーク・コニー・ルーニー、 マーク・モラレス | 5:15  |
| 12.       | 「ホワッツ・ザ・411? feat. グランド・プバ」(What's the 411? feat. Grand Puba)                                                                | マクスウェル・ディクソン(グランド・プバ)、 トニー・ドファット、 オハイオ・プレイヤーズ、 リサ・ペイターズ、 ウィリアム・ジェフリー | トニー・ドファット、 ショーン・パフィ・コムズ                          | 4:14  |
| 合計時間: | 合計時間: | 合計時間: | 合計時間:                                                              | 53:09 |

## 収録曲解説
1. トラック1「リーヴ・ア・メッセージ」は、メアリーの家の留守電に先ずショーン・パフィ・コムズの「ヘイ、メアリー電話に出てくれ、そこにいるんだろ？」「今夜8時にヒット・ファクトリー（スタジオ）に来てくれ」といった内容のメッセージが入り、その次は、メアリーのアルバムの曲を気に入って連絡してきたクール・DJ・レッド・アラート（英語版）、クリストファー・ウィリアムズ（英語版）、ジェイミー・フォスター・ブラウン（英語版）（女性誌編集長）、エリック・サーモン、アンドレ・ハレル（英語版）（アップタウン・レコード社長）、ヘヴィ・D、マセオ（英語版）、DJ・クラーク・ケント（英語版）、カート・ジュース（英語版）、リトル・ショーン（英語版）、C.L.スムース（英語版） の留守電メッセージで構成されている[10][注釈 1]。バックのリズムには、スクーリー・ディー（英語版）の1985年の曲「P.S.K. ホワット・ダズ・イット・ミーン?」(P.S.K. What Does It Mean?)がサンプリングされている[10]。
2. トラック2「レミニス」は、メアリーの少し哀愁を帯びた艶やかなボーカルがソウルフルなナンバーでR&Bチャートで6位になったヒット・シングルである[2]。デイヴ"ジャム" ホールの作曲・プロデュースで、キーボードやドラムもデイヴ"ジャム" ホールが担当している[1]。サンプリングには、MC・ライト（英語版）の1989年の曲「ストップ、ルック、リッスン」(Stop, Look, Listen)が使われている[11]。
3. トラック3「リアル・ラヴ」も、アルバムの基調となる大ヒット・シングルで、R&Bシングルチャート2週連続1位、全米チャートでも7位となったメアリーの代表曲の一つである[2][3]。サンプリングに、オーディオ・トゥー（英語版）の2人（DJギズモ、ミルク・ディー）とダディ・O（英語版）が制作した1987年のヒップ・ホップ曲「トップ・ビリン」 (Top Billin')のビートが基調として使われている[3][5][12]。
4. トラック4「ユー・リマインド・ミー」は、『ホワッツ・ザ・411?』リリース前のメアリーのデビュー・シングルで、1991年の映画『ストリクトリー・ビジネス』(Strictly Business)のサウンドトラック『Strictly Business』の収録曲でもある[2][8]。21歳のメアリーの瑞々しい伸びやかなボーカルが光っているナンバーで[8]、13週間もの長い間チャート・インし1992年7月25日付のR&Bチャートで1位となった[9]。サンプリングには、パトリース・ラッシェンとカレン・エヴァンス（英語版）作詞・作曲の1982年の曲「リマインド・ミー」(Remind Me)がサビ部分のフレーズなどに取り入れられ[13][14]、ビートにはマーリー・マールが制作したビズ・マーキーの1988年の曲「ピッキン・ブーガーズ」(Pickin' Boogers)が少し使用されている[14]。
5. トラック5「イントロ・トーク」は、バスタ・ライムスによるメアリーを称賛する語りのインタールードで、バックに流れる曲は、グローヴァー・ワシントン・ジュニアの1975年の曲「ヒドラ」(Hydra)がサンプリングされている[15]。
6. トラック6「スウィート・シング」は、ルーファス（英語版）のメンバーのトニー・メイデン（英語版）とボーカルのチャカ・カーンが制作した1975年の楽曲のカバー・ソングで、シングルカットされてR&Bチャートで11位のヒットとなった[2][9]。チャカ・カーンの曲も歌いこなすメアリーのソウル・シンガーとしての実力に、「ニュー・チャカ（チャカ・カーン）」、「ニュー・アレサ（アレサ・フランクリン）」という形容もされるようになった[2]。メアリー版の「スウィート・シング」のサンプリングには、バリー・ホワイトの1973年の曲「つのりゆく愛」(I'm Gonna Love You Just a Little More Baby)が使われている[16]。
7. トラック7「ラヴ・ノー・リミット」は、ジャジーな曲調でメアリーのアルト・ボイスがさらに低めに響くナンバーであるが、この曲もシングルカットされR&Bチャートで5位の好記録となった[2][9]。「ラヴ・ノー・リミット」のリミックス・バージョンは、ケニー・バーク（英語版）の1982年のヒット曲「ライズン・トゥ・ザ・トップ」(Risin' to the Top) をサンプリングし[注釈 2]、元のジャジーなアレンジとかなり違うファンクな雰囲気となったが、リミックス・アルバム『ホワッツ・ザ・411? リミックス』(What's the 411? Remix)の中で最も高い評判と人気を呼んだ[5]。
8. トラック8「アイ・ドント・ウォント・トゥ・ドゥ・エニシング」は、ジョデシィ（英語版）メンバーのK-Ciヘイリー（英語版）とのデュエット・ナンバーであるが、この曲は同メンバーのデヴァンテ・スィング（英語版）によって制作された[1]。このデュエットをきっかけにメアリーとK-Ciヘイリーは恋人同士になり、1993年の『アップタウン・MTV・アンプラグド』(Uptown MTV Unplugged)からのライブ・バージョンでの臨場感のある2人の艶っぽい熱唱で、その熱愛ぶりが傍目にも露になった[5][8][17]。その後、彼との関係の悩みなどが2ndアルバム『マイ・ライフ』(My Life)の主題の一つになっていった[3][8][17]。
9. トラック9「スロー・ダウン」は、トラック3の「リアル・ラヴ」と同じくマーク・コニー・ルーニーとマーク・モラレスのコンビによるラヴ・バラード・ナンバーである[1]。冒頭のセリフの囁きに若いメアリーの恥じらいと可愛らしさが垣間見られる曲である[8]。
10. トラック10「マイ・ラヴ」も、「ユー・リマインド・ミー」、「レミニス」、「ラヴ・ノー・リミット」などと同じくデイヴ"ジャム" ホールの作曲のナンバーで、小気味いい変幻自在なメアリーのボーカル・ワークが印象的な曲である[1]。ケニー・グリーン（英語版）による歌詞は「Whatcha gonna do without my love, my love?/Whatcha gonna do now that my love is gone away from you?」(私の愛はないのに、あなたはどうするつもり？ 私の愛はもうあなたから離れているのに)という、勝手に去っていきながら再びよりを戻そうとする過去の恋人を突き放す曲である[1][18]。「マイ・ラヴ」は1993年のリミックス・アルバム『ホワッツ・ザ・411? リミックス』のリリース以降にシングルカットされR&Bチャートで23位となっているが[9]、リミックス・バージョンの方はテディー・ライリーがアレンジしている[5]。
11. トラック10「チェンジズ・アイヴ・ビーン・ゴーイング・スルー」は、マーク・コニー・ルーニーとマーク・モラレスのコンビによるビートが印象的なナンバーで、サンプリングにはマーリー・マールが制作したビズ・マーキーの1988年の曲「メイク・ザ・ミュージック・ウィズ・ユア・マウス、ビズ」(Make the Music With Your Mouth, Biz)のドラム・ビートが使われている[19]。
12. トラック11「ホワッツ・ザ・411?」は、アルバムのタイトル・ナンバーであるが、フィーチャリングのグランド・プバ（英語版）とラップを交わす軽い曲で、サンプリングには、オハイオ・プレイヤーズの1972年の曲「プライド・アンド・ヴァニティ」(Pride and Vanity)や、デブラ・ロウズ（英語版）が歌った1981年の曲「ヴェリー・スペシャル」(Very Special) のAメロのフレーズが引用されている[20]。

## チャート記録

### 週間
| チャート(1992)                                                               | 最高位 |
| ---------------------------------------------------------------------------- | ------ |
| アメリカ「ビルボード200・アルバムチャート」(Billboard 200)                   | 6      |
| アメリカ「トップR&B/ヒップホップ・アルバムチャート」(Top R&B/Hip-Hop Albums) | 1      |
| イギリス「UKアルバムチャート」(UK Albums Chart)                              | 53     |

### 年間
| チャート(1992)                                                               | 最高位 |
| ---------------------------------------------------------------------------- | ------ |
| アメリカ「ビルボード200・アルバムチャート」(Billboard 200)                   | 72     |
| アメリカ「トップR&B/ヒップホップ・アルバムチャート」(Top R&B/Hip-Hop Albums) | 26     |

| チャート(1993)                                                               | 最高位 |
| ---------------------------------------------------------------------------- | ------ |
| アメリカ「ビルボード200・アルバムチャート」(Billboard 200)                   | 36     |
| アメリカ「トップR&B/ヒップホップ・アルバムチャート」(Top R&B/Hip-Hop Albums) | 9      |

## オールタイム・ランキング
| 出版媒体（国）                               | ランキング名称                                                              | 位  | 発表年度 |
| -------------------------------------------- | --------------------------------------------------------------------------- | --- | -------- |
| ローリング・ストーン誌（米） (Rolling Stone) | オールタイム・グレイテストアルバム500 (The 500 Greatest Albums of All Time) | 271 | 2020     |
| ザ・ニュートン誌（英） (New Nation)          | 黒人アーティスト・トップ100アルバム (Top 100 Albums by Black Artists)       | 15  | 2012     |
| コンプレックス（米） (Complex)               | 90年代・ベストR&Bアルバム50 (The 50 Best R&B Albums of '90s)                | 47  | 2007     |

## 受賞・ノミネート
- 第20回アメリカン・ミュージック・アワード (American Music Awards of 1993)
  - 最人気ソウル/R&B女性アーティスト賞 (Favorite Soul/R&B Female Artist)ノミネート
- 1993年ソウル・トレイン・ミュージック・アワード (1993 Soul Train Music Awards)
  - 最優秀新人賞 (Best New Artist)受賞
  - 最優秀R&B/ソウル・アルバム賞-女性部門 (Best R&B/Soul Album – Female)受賞
  - 最優秀R&B/ソウル・シングル賞-女性部門  (Best R&B/Soul Single – Female)ノミネート - 「リアル・ラヴ」
- 1993年MTV ビデオ・ミュージック・アワード (1993 MTV Video Music Awards)
  - 最優秀R&Bビデオ賞 (Best R&B Video)ノミネート - 「リアル・ラヴ」
  - 最優秀振付け賞 (Best Choreography)ノミネート - 「リアル・ラヴ」